# Prosthechea tardiflora
Prosthechea tardiflora là một loài thực vật có hoa trong họ Lan. Loài này được Mora-Ret. ex Pupulin mô tả khoa học đầu tiên năm 2001.